# تبييض الأسنان
تبييض الأسنان عملية شائعة في طب الأسنان العام، وخصوصاً في مجال تجميل الأسنان. عملية تبييض الأسنان هي عبارة عن تغير من لون السن الي اللون الأفتح وتعتبر طريقة محافظة لعلاج تلون الأسنان وتلبي احتياجات عدد متزايد من المرضى الذين يطلبون ابتسامة أكثر بياضا، علاوة على ذلك، فإن تبييض الأسنان أسهل تقنياً وأقل تكلفة من أي نوع آخر من أنواع العلاج التجميلي، مثل علاج الفينيرز. يمكن تحقيق تبييض الأسنان إما عن طريق تغيير اللون الداخلي أو عن طريق إزالة والتحكم في تكوين البقع الخارجية.
يتغير لون الأسنان مع تقدم الإنسان في العمر، تصبح أقل بياضاً بسبب التغيرات التي تحدث حيث تصبح طبقة الميناء أقل بسبب التعرية وظهور طبقة العاج التي تكون أغمق في اللون عن طبقة الميناء. وقد تتصبّغ الأسنان بفعل الأصباغ البكتيرية وبقايا الأطعمة والتبغ. بالإضافة إلى أن هناك أنواع معيّنة من المضادات الحيوية (كالتتراسيكلين مثلاً) قد تسبب تصبّغ الأسنان أو تغير لون الأسنان للون الرمادي سواء كانت الأسنان لبنية أو دائمة. هناك العديد من الطرق لتبييض الأسنان كالتبييض الكيميائي أو التبييض بالليزر أو عن طريق استخدام مواد تجارية كأشرطة التبييض أو معاجين التبييض.

## اللون الطبيعي
اللون الطبيعي للأسنان هو ليس اللون الأبيض كما يعتقد البعض. تصور لون الأسنان متعدد العوامل. يمكن أن يتأثر انعكاس وامتصاص الضوء بواسطة السن بعدد من العوامل بما في ذلك انتقال الضوء المرآوي عبر السن; انعكاس براق على السطح; انعكاس الضوء المنتشر على السطح؛ امتصاص وتشتت الضوء داخل أنسجة الأسنان؛ محتوى الميناء المعدنية؛ سمك الميناء؛ لون العاج، المراقب البشري، تعب العين، نوع الضوء الساقط، ووجود بقع خارجية وجوهرية. بالإضافة إلى ذلك، يمكن أن يتغير السطوع المدرك للسن اعتمادا على سطوع ولون الخلفية.
إن الجمع بين اللون الداخلي ووجود بقع خارجية على سطح السن يؤثر على اللون وبالتالي على المظهر العام للأسنان. تشتت الضوء والامتصاص داخل الميناء و عاج تحديد اللون الجوهري للأسنان ولأن الميناء شفافة نسبيا، يمكن أن تلعب خصائص الأسنان دورا رئيسيا في تحديد لون الأسنان الكلي. من ناحية أخرى، فإن البقع الخارجية واللون هي نتيجة للمناطق الملونة التي تشكلت داخل الحبيبات المكتسبة على سطح الميناء ويمكن أن تتأثر بسلوكيات أو عادات نمط الحياة. على سبيل المثال، المدخول الغذائي من التانين- الأطعمة الغنية والفقيرة تنظيف الأسنان بالفرشاة تقنية، التبغ المنتجات، والتعرض لأملاح الحديد و الكلورهيكسيدين يمكن أن تلقي بظلالها على لون الأسنان.
مع تقدم العمر، تميل الأسنان إلى أن تكون أغمق في الظل. يمكن أن يعزى ذلك إلى تكوين العاج الثانوي وترقق الميناء بسبب ارتداء الأسنان مما يساهم في انخفاض كبير في الخفة وزيادة الصفرة. لا يتأثر ظل الأسنان بالجنس أو العرق.

## دواعي تبييض الأسنان
يمكن أن يوصى طبيب الأسنان بتبييض الأسنان لبعض الأفراد واحيانا يكون لأسباب مثل:
1. تصبغ الأسنان

يرجع تغير لون الأسنان وتلطيخها في المقام الأول إلى مصدرين للبقع: داخلي وخارجي (انظر الشكل 2). في الأساس، يستهدف تبييض الأسنان في المقام الأول تلك البقع الجوهرية التي لا يمكن إزالتها من خلال آليات مثل التنضير (نظيف) أو الوقاية، في عيادة الأسنان. يوضح أدناه بعمق الاختلافات بين المصدرين اللذين يساهمان في تغير لون سطح السن. [[:ملف:Examples of tooth staining.jpg|]]
1. تحسين الشكل الجمالي للأسنان
2. وجود بقع في الاسنان بسبب الفلورايد
3. تفتيح الاسنان بعد علاج العصب (التبييض الداخلي)
4. صبغة التتراسيكلين

## تصنيف تبييض الأسنان

### حسب مكان الصبغة
1. تبييض خارجي هذا النوع يستهدف الصبغات الخارجية التي تتكون بسبب العوامل البيئية بما في ذلك التدخين، أصباغ المشروبات والأطعمة، والمضادات الحيوية، والمعادن مثل الحديد أو النحاس. فيتم امتصاص المركبات الملونة من هذه المصادر الي الرواسب المكتسبة المتواجدة علي السن أو تستقر مباشرة على سطح السن مما يؤدي إلى ظهور الصبغات.[6]
2. تبييض داخلي ذلك يتم لمعالجه تلون الأسنان الداخلي وذلك يحدث نتيجة لتغيير هيكلي في سماكة أو تكوين الأنسجة الصلبة للأسنان، الأمثلة الأكثر شيوعًا هي تغيير لون السن للرمادي بعد علاج العصب وً هناك أيضا التغير للون البني، والمعروف باسم التبقيع، والناجم عن الإفراط في تناول الفلوريد أو التغيير للون الأصفر / الرمادي الناتج عن إعطاء التتراسكلين.[16] على خلاف التبييض الخارجي الذي يبيض الأسنان من الخارج إلى الداخل، فإن التبييض الداخلي يبيض الأسنان من الداخل إلى الخارج. ويشمل التبييض الداخلي عمل ثقب يصل إلى الجزء العلوي من عصب السن ويتم تنظيفه ثم عزل قناة الجذر بمادة لحماية الحشو وعادة يستخدم مادة الصوديوم بيربوريت في هذه العملية.[17] وجد أن استخدام محلول بيروكسيد الهيدروجين قد يكون ناجح جمالياً على المدى القصير؛ ومع ذلك، في المدى الطويل، ينخفض معدل النجاح إلى أقل من 50 % لأنه قد يتسبب بخطر تـآكل في الجذر[18] تتكرر هذه العملية ويختلف مقدار الوقت بين المواعيد من مريض لآخر حتى يتم تحقيق الظل المطلوب ومن الصعب تحديده قبل الانتهاء من العلاج.[19]

### حسب الطريقة المستخدمة
1. في عيادة الأسنان
هذا النوع يسمي أيضا بالنوع الاحترافي لأنه يكون تحت إشراف طبيب مختص. يعتمد علي استخدام جيل يحتوي على مواد مؤكسدة مثل مادة كبيروكسيد الهيدروجين أو بيروكسيد الكارباميد للتبييض، وتقوم العملية اما بشكل كيميائي أو باستخدام طاقة ضوئية التي تهدف إلى تسريع عملية التبييض في عيادة الأسنان. ويمكن استخدام أنواع مختلفة من الطاقة في هذه العملية وأكثرها شيوعاً في الاستخدام هي الهالوجين أو الدايود الباعث للضوء (LED) أو البلازما آرك. يدعي البعض أن ضوء الهالوجين هو المصدر الأفضل للحصول على أمثل النتائج العلاجية،  ولكن ذكر بعض الباحثين أنه لا يوجد تسارع أو زيادة في الفعالية يحدث عند استخدام مصادر الضوء، وأن أنظمة التبييض المنشطة بالضوء تضيف التكلفة، وتحتل حيزًا تشغيليًا، ويمكن أن تسبب حرق الأنسجة الرخوة، ويمكن أن تزيد من درجة حرارة التشغيل. لذلك قد لا يكون هناك ما يبرر استخدام ضوء للتبييض بسبب المخاطر التي تنطوي عليها.
2. في المنزل

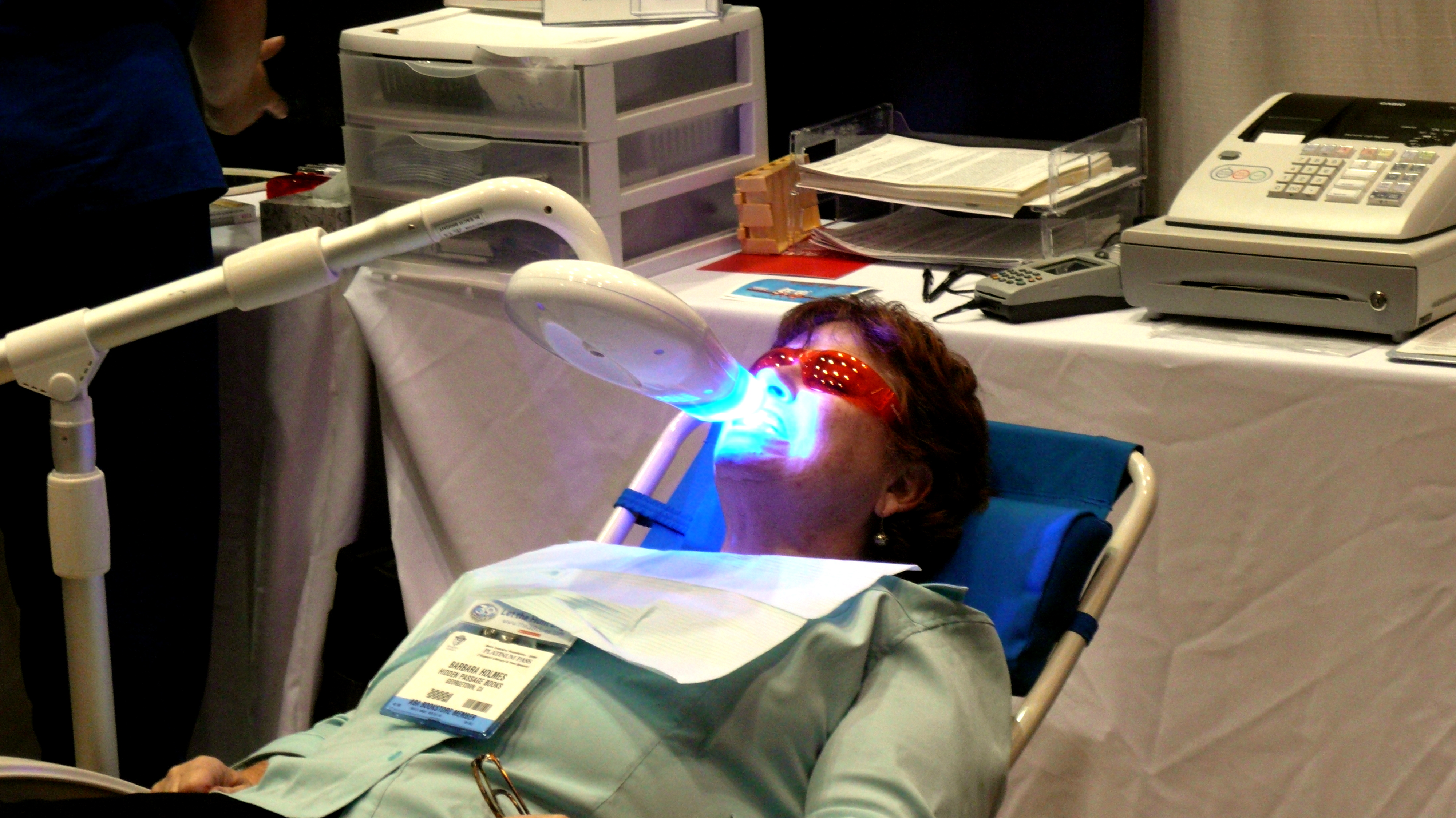

يوجد العديد من المنتجات المتوفرة للعامة التي تعمل علي تبييض الأسنان مثل:
1. معاجين الاسنان المبيضة
2. الاشرطة المبيضة
3. غسول مبيض
4. خيط أسنان وفرشاة أسنان مبيضة
5. جل مبيض
6. جل مبيض في قوالب منشط بالضوء
3. الجمع بين التبييض الاحترافي والمنزلي
هذه التقنية تسمي بتبييض الأسنان بالإستخدام المنزلي تحت إشراف طبيب الأسنان وذلك يتم عن طريق قوالب مخصصة مصممة يوزعه الأطباء على مرضاهم بعد أخد مقاسات الاسنان، يتم وضع كمية من بروكسيد الكارباميد في هذا قالب ليرتديها المريض لمدة زمنيه يحددها الطبيب حسب تركيز المادة المستخدمة التي يتراوح تركيزها بين 10٪؜ الي 38٪؜. تتمثل الممارسة الإكلينيكية الشائعة في تطبيق هذه التقنية للحصول على تأثيرات تبيض أسرع، ولتحسين ثبات اللون، وانخفاض مستويات حساسية الأسنان.

## اعتبارات عامة
قبل البدأ في عملية تبييض الأسنان، يُنصح أن يأتي المريض إلى عيادة الأسنان لإجراء فحص شامل يتكون من تاريخ طبي كامل وتاريخ علاجي واجتماعي، مما سيتيح للطبيب معرفة ما إذا كان هناك أي علاج يجب القيام به مثل الحشوات لإزالة تسوس الأسنان، وتقييم ما إذا كان المريض سيكون مرشحًا جيدًا لإجراء التبييض أم لا. يقوم الطبيب بعد ذلك بإزالة (تنظيف) سطح السن باستخدام جهاز بالموجات فوق الصوتية، وأدوات يدوية، ومعجون محتمل لإزالة البقع الخارجية والذي سينتج عنه سطح نظيف للأسنان لتحقيق أقصى فوائد لأي طريقة تبييض الأسنان يختارها المريض.

## طرق تبييض الأسنان

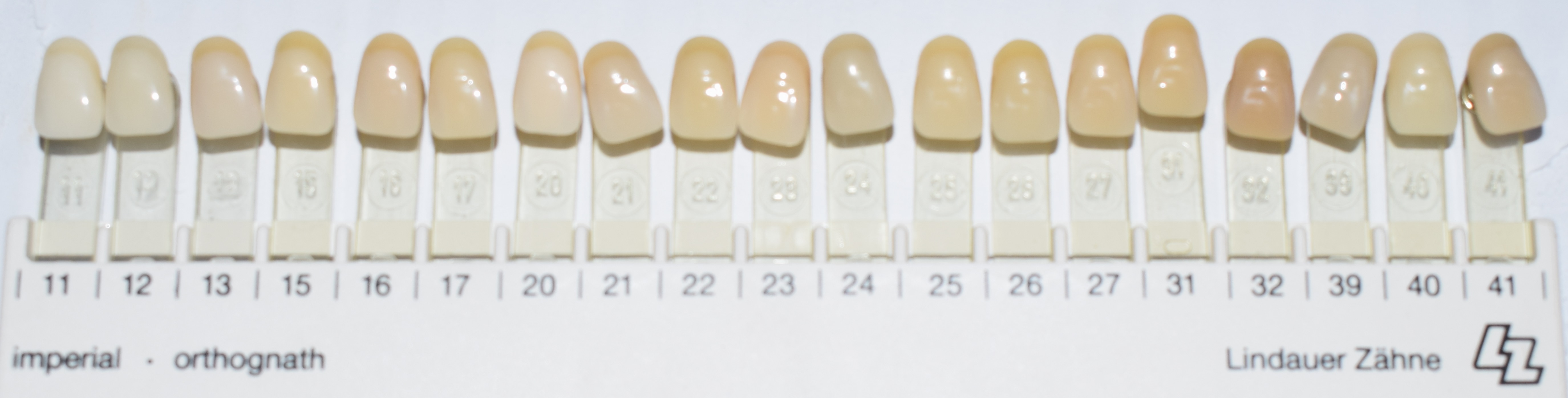
دليل الظل المستخدم لوصف لون للأسنان قبل البدء بتعديل لون الاسنان

التبييض الاحترافي : بعد تقييم ودراسة حالة المريض يبدأ الطبيب بأخذ بعض الصور لتتيح المقارنة فيما بعد بعد انتهاء عملية التبييض وتُستخدم أدلة ظلال لتحديد درجات لون الأسنان مثل الموضحة في الصورة لتتيح الدرجة المراد وصولها.
يتم استخدام طبقة واقية صمغية لتطلي اللثة للتقليل من خطر إصابة الأنسجة الرقيقة بحروق كيميائية. قد تكون مادة التبييض هيدروجين بيرو كسيد أو كارباميد بيرو كسيد التي تتحوّل في الفم إلى هيدروجين بيرو كسيد. ويحتوي جل التبييض عادةً على كارباميد بيرو كسيد بنسبة 10% إلى 44% الذي يعادل تقريباً 3% إلى 16% من تركيز الهيدروجين بيرو كسيد. و يتم ترك المادة علي الاسنان سواء كانت المادة تتفاعل كيميائيا أوً تنشط بالضوء وقد تتم العملية علي مرحلتين حسب الحاجة.
خلال هذه الفترة يمكن أن تستخدم قوالب الأسنان في المنزل التي تصنع خصيصا للشخص الراغب في التبييض في المعمل وفقا لطبعة الاسنان التي تؤخذ بواسطة طبيب الاسنان مطابقة تماماً لشكل الأسنان حتى تحتفظ بجل التبييض وذلك لضمان تعرض الأسنان للجل بشكل كامل ومتساوٍ ويقوم الشخص بملأ هذا القالب بمواد منخفضة التركيز.
أما بالنسبة للتبييض المنزلي فيعتمد علي مادة منخفضة التركيز أقل فعالية من النوع الاحترافي وعادةً ما يتم عمله في المنزل. ويشمل هذا النوع منتجات متعددة كما سبق الذكر، منها مثلا شريط التبييض وهو عبارة عن شرائط رقيقة توضع على الأسنان لمرة أو مرتين في اليوم لمده تترواح من (5- 60 دقيقة) لفترة قد تتراوح ما بين 14 - 23 يومً استخدام.
و هناك منتجات مختلفة تستخدم بالمنزل لتبييض الأسنان كمعاجين الأسنان المبيضة والغسول، وعلى الرغم من أنه من المقبول أن تكون منتجات التبييض بدون وصفة طبية فعالة، إلا أن النتيجة قصيرة الأجل.
ومع توفر منتجات التبييض وتقنياته بشكل كبير إلا أن النتائج عادة ما تكون متفاوتة فقد تظهر بشكل ملحوظ وقد لا تظهر مطلقاً.
ظهر حديثا مواد تبييض تنشط بالضوء تحتوي على تركيزات أقل من بيروكسيد الهيدروجين مع محفز مكون من جزيئات أكسيد التيتانيوم لان وجد ان التركيزات المنخفضة من بيروكسيد الهيدروجين تسبب مشاكل أقل من حيث حساسية الأسنان وحجمها يمنعها من الانتشار بعمق في السن. عندما تتعرض للضوء، تحدث المحفزات تكسيرا سريعًا وموضعيًا لبيروكسيد الهيدروجين لتنتج مجمع ذرات شديدة التفاعل. نظرًا للعمر القصير للغاية للذرات، فهي قادرة على إحداث تأثيرات تبيض مشابهة للتبييض ذات التركيز العالي داخل الطبقات الخارجية للأسنان.

## موانع الاستخدام
ينصح بعض الأفراد بإجراء تبييض الأسنان بحذر لأنها قد تكون أكثر عرضة لخطر الآثار الضارة.
1. المرضى الذين لديهم توقعات غير واقعية
2. الحساسية لمادة البيروكسيد
3. الأسنان الحساسة
4. الشقوق في الأسنان أو عاج الأسنان المكشوف
5. عيوب في تكوين طبقة الميناء
6. التآكل الناتج عن الأحماض
7. تراجع اللثة والجذور الصفراء
8. اللثة الحساسة
9. حشوات الأسنان المعيبة أو تسوس الأسنان
10. علم الأمراض النشط المحيط
11. أمراض اللثة غير المعالجة
12. النساء الحوامل أو المرضعات
13. الأطفال الذين تقل أعمارهم عن 16 عامًا، ووفقا لبعض الباحثين ذلك بسبب كبر حجم القناة العصبية والذي يمكن أن تكون عملية التبييض تتسبب في تهييج أوً زيادة حساسية العصب ولكن بعض الباحثين يروا ان السبب هو العرضة لسوء الاستخدام وكثرة عملية التبييض في السن الصغير.
14. الأشخاص ذوو الحشوات المعملية أو التيجان. تبييض الأسنان لا يغير لون الحشوات والمواد التصالحية الأخرى. لا يؤثر على البورسلين أو السيراميك أو ذهب الأسنان. ومع ذلك، يمكن أن يؤثر بشكل طفيف على الحشوات المصنوعة من المواد المركبة والأسمنت والملغم الذي يتواجد في الأسنان.الخيارات الأخرى للتعامل مع مثل هذه الحالات هي قشرة البورسلان أو تركيبات الأسنان
15. سوء نظافة الفم

## المخاطر
بعض الآثار الجانبية الشائعة التي ينطوي عليها تبييض الأسنان هي زيادة حساسية الأسنان وتهيج اللثة وتغير لون الأسنان الخارجي.

### الإفراط في التبييض
يحدث التبييض المفرط، المعروف غالبا باسم" التأثير المبيض "، بين العلاجات التي تعد بتغيير كبير خلال فترة زمنية قصيرة، على سبيل المثال، ساعات. الإفراط في التبييض يمكن أن ينبعث منها مظهر شفاف وهش.

### تهيج الأغشية المخاطية
بيروكسيد الهيدروجين هو مهيج و السامة للخلايا. يمكن أن يتسبب بيروكسيد الهيدروجين بتركيزات 10 ٪ أو أعلى في تلف الأنسجة، ويكون أكالا للأغشية المخاطية ويسبب إحساسا حارقا للجلد. يمكن أن تحدث الحروق الكيميائية بشكل شائع أثناء التبييض، قد يحدث تهيج وتغير لون الأغشية المخاطية إذا تلامس تركيز عال من العامل المؤكسد مع الأنسجة غير المحمية. تعتبر صواني التبييض غير الملائمة من بين الأسباب الأكثر شيوعا للحروق الكيميائية. يمكن تقليل الحرق المؤقت الناجم عن علاجات التبييض باستخدام صواني بلاستيكية مصنوعة حسب الطلب أو واقيات ليلية يقدمها أخصائي الأسنان. هذا يمنع تسرب الحل على المحيط الغشاء المخاطي.

### الحساسية
استخدام التبييض مع أس هيدروجيني منخفضة للغاية قد تؤدي المستويات في عملية تبييض الأسنان إلى فرط حساسية الأسنان، لأنها تسبب الأنابيب العاجية لفتح. قد يؤدي التعرض للمنبهات الباردة أو الساخنة أو الحلوة إلى تفاقم شدة الاستجابة شديدة الحساسية. بين أولئك الذين يتلقون العلاج تبييض في المكتب، بين 67-78 ٪ من الأفراد تجربة حساسية بعد الإجراء حيث بيروكسيد الهيدروجين والحرارة هو أوتيلي زيد. على الرغم من أنها تختلف من شخص لآخر، إلا أن الحساسية بعد علاج التبييض يمكن أن تستمر حتى 4-39 يوما. نترات البوتاسيوم وفلوريد الصوديوم في معاجين الأسنان تستخدم لتخفيف الانزعاج بعد التبييض، ومع ذلك، لا يوجد دليل يشير إلى أن هذه طريقة دائمة للقضاء على مشكلة فرط الحساسية.

### نتائج متفاوتة
النتائج غير المتساوية شائعة جدا بعد التبييض. يمكن أن يساهم استهلاك كميات أقل من الأطعمة والمشروبات التي تسبب تلطيخ سطح الأسنان في تحقيق نتيجة جيدة من تبييض الأسنان. ما يقرب من نصف التغيير الأولي في اللون الذي يوفره العلاج المكثف في العيادة (أي العلاج لمدة ساعة واحدة على كرسي طبيب الأسنان) قد يضيع في سبعة أيام. يحدث الارتداد عندما تأتي نسبة كبيرة من تبييض الأسنان من جفاف الأسنان (وهو أيضا عامل مهم في التسبب في الحساسية). عندما يرطب السن، "يرتد" لون الأسنان، ويعود إلى حيث بدأ.

### تلف الميناء
يمكن أن يكون لميناء الأسنان تأثير سلبي سلبي عن طريق تبييض العلاج. تظهر الأدلة من الدراسات أن بيروكسيد الكارباميد الموجود في جل التبييض يمكن أن يتلف سطح الميناء. على الرغم من أن هذا التأثير ليس ضارا مثل حفر حمض الفوسفوريك، زيادة عدم انتظام سطح الأسنان يجعل الأسنان أكثر عرضة للتلطيخ الخارجي، وبالتالي يكون لها تأثير ضار متزايد على الجماليات. زيادة المسامية والتغيرات في خشونة السطح قد يكون لها تأثير على تشكيل فوق وتحت اللثة لوحة، وبالتالي زيادة التصاق الأنواع البكتيرية مثل العقدية الطافرة والعقدية سوبرينوس، المساهمون المهمون في تجاويف الأسنان. ترميم الأسنان عرضة لتغيير اللون غير المقبول حتى عند استخدام الأنظمة المنزلية.

### ضعف العاج
التبييض داخل القرنية هو طريقة لتبييض الأسنان تستخدم 30 ٪ أكثر من بيروكسيد الهيدروجين. يمكن أن تضعف طرق تبييض الأسنان هذه الخواص الميكانيكية للعاج ويمكن أن تؤدي إلى حساسية شديدة للأسنان.

### التأثيرات على الترميمات الحالية
ترميم الأسنان عرضة لتغيير اللون غير المقبول حتى عند استخدام الأنظمة المنزلية. سيراميك التيجان - يمكن أن يتفاعل التبييض العدواني كيميائيا مع التيجان الخزفية ويقلل من ثباتها. طب الأسنان الملغم - التعرض ل بيروكسيد الكارباميد زيادة الحلول الزئبق حرر لمدة يوم إلى يومين. يقال إن إطلاق مكونات الملغم يرجع إلى النشاط الأكسدة. هذه الزيادة في إطلاق الزئبق الملغم تتناسب مع تركيز بيروكسيد الكارباميد. مركب الراتنج - قوة الرابطة بين الميناء وتضعف الحشوات القائمة على الراتنج. وقد وجدت العديد من الدراسات أن 10-16 ٪ بيروكسيد الكرباميد تبييض الأسنان المواد الهلامية (التي تحتوي على ما يقرب من 3.6-5.76 ٪ بيروكسيد الهيدروجين) يؤدي إلى زيادة في خشونة السطح والمسامية من الراتنجات المركبة. ومع ذلك، قد يكون للعاب تأثير وقائي. بالإضافة إلى ذلك، تم تحليل التغيرات في انعكاس المركب بعد التبييض بتركيز عال (30-35٪) بيروكسيد الهيدروجين. هذا يشير إلى أن تبييض الأسنان يؤثر سلبا على ترميم الراتنج المركب. الشاردة الزجاجية والأسمنت الأخرى-تشير الدراسات إلى أن قابلية ذوبان هذه المواد قد تزيد.

### التبييض
التبييض هو المصطلح المستخدم لوصف الفرد الذي يطور هوسا غير صحي بتبييض الأسنان. هذا الشرط مشابه اضطراب تشوه الجسم. خصائص التبييض هي الاستخدام المستمر لمنتجات التبييض على الرغم من أن الأسنان لا يمكن أن تصبح أكثر بياضا، على الرغم من توفير العلاج المتكرر. سيسعى الشخص المصاب بالتبييض باستمرار للحصول على منتجات تبييض مختلفة، وبالتالي، يوصى بالاتفاق على الظل المستهدف قبل البدء في إجراء العلاج للمساعدة في حل هذه المشكلة.

### مخاطر تبييض الأسنان المنزلية
استخدام صواني تبييض المنزل الشخصية هو علاج يدار من قبل المريض يتم وصفه وصرفه من قبل طبيب الأسنان. يحتاج المرضى إلى المشاركة بنشاط في علاجهم واتباع الإرشادات التي يقدمها طبيب الأسنان بدقة. الاستخدام غير المنتظم أو غير الدقيق لصواني التبييض يمكن أن يسبب ضررا للمريض مثل تقرحات أو الحساسية من الأسنان والأنسجة الرخوة المحيطة بها. يمكن أن يؤدي الاستخدام غير المتسق لصواني التبييض إلى تباطؤ وعدم انتظام عملية التبييض. بعض المرضى الذين يعانون من منعكس الكمامة قد لا تكون قادرة على تحمل الصواني وسوف تحتاج إلى النظر في طرق أخرى لتبييض الأسنان.

### مخاطر أخرى
تشير الدلائل إلى أن بيروكسيد الهيدروجين قد يكون بمثابة مروج الورم. على الرغم من ملاحظة ارتشاف جذر عنق الرحم بشكل أكثر وضوحا في طرق التبييض الحراري، إلا أن التبييض الداخلي داخل القرنية قد يؤدي أيضا إلى ارتشاف جذر الأسنان. علاوة على ذلك، يمكن أن يحدث تلف شديد في العاج داخل التاج وكسر تاج الأسنان بسبب طريقة التبييض هذه.
ومع ذلك، خلصت الوكالة الدولية لبحوث السرطان (إارك) إلى أنه لا توجد أدلة كافية لإثبات أن بيروكسيد الهيدروجين هو مادة مسرطنة إلى البشر. في الآونة الأخيرة، تم تقييم الإمكانات السامة للجينات من بيروكسيد الهيدروجين. أشارت النتائج إلى أن منتجات صحة الفم التي تحتوي على بيروكسيد الهيدروجين أو تطلقه بنسبة تصل إلى 3.6 ٪ لن تزيد من خطر الإصابة بالسرطان لدى الفرد، وبالتالي، فهو آمن للاستخدام باعتدال.